# تسوتومو ایسوبه
تسوتومو ایزوبه (به انگلیسی: Tsutomu Isobe؛ زادهٔ ۱۳ اکتبر ۱۹۵۰) بازیگر و صدا پیشهٔ اهل ژاپن است. وی از سال ۱۹۷۰ میلادی تاکنون مشغول فعالیت بوده‌است.